# Crudia bracteata
Crudia bracteata är en ärtväxtart som beskrevs av George Bentham. Crudia bracteata ingår i släktet Crudia, och familjen ärtväxter. Inga underarter finns listade i Catalogue of Life.